# Bifilar

Wicklungsschema für einen induktionsarmen Drahtwiderstand

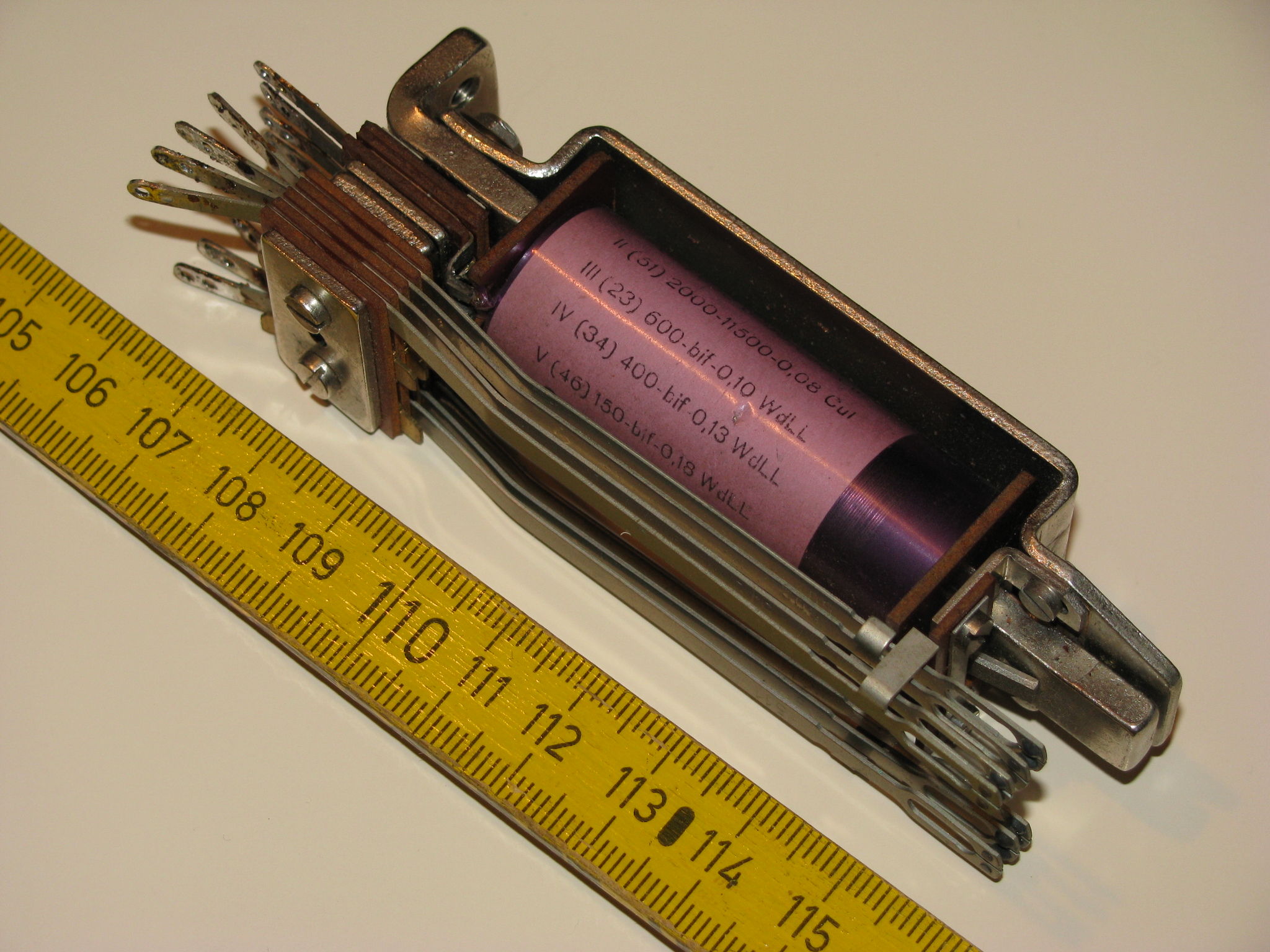
Flachrelais 48, welches zusätzlich zur Feldwicklung drei bifilare Wicklungen als Widerstand (600, 400 und 150 Ohm) trägt

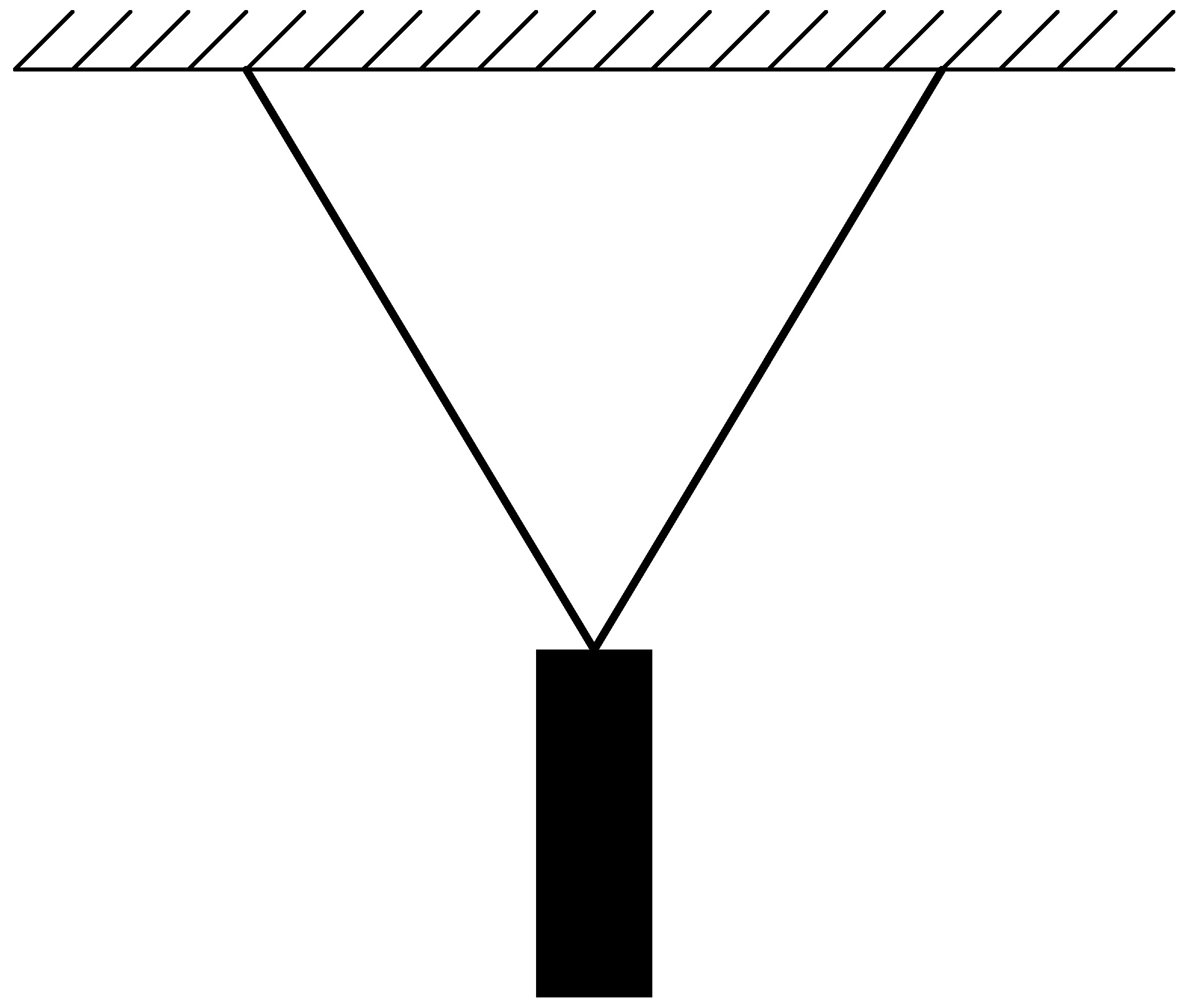
Bifilare Aufhängung eines Pendelkörpers

Bifilar (von lat. bi für ‚zwei‘, filum für ‚Faden‘) ist Teil von Objektbezeichnungen, bei denen zwei Fäden, Fasern, Drähte etc. von wesentlicher Bedeutung sind.

## Elektrotechnik
In der Elektrotechnik ist eine Bifilarspule oder -wicklung eine zweiadrig, das heißt aus einem Drahtpaar (Kupferlackdraht, lackisoliertes Band oder Widerstandsdraht) gewickelte Spule.
Bei gegensinnigem Stromfluss heben sich die beiden dadurch entstehenden magnetischen Felder gegenseitig nahezu auf. Bifilare Wickelweise wird verwendet, um zum Beispiel Drahtwiderstände mit sehr kleiner parasitärer Induktivität herzustellen. Hierbei fließt der Strom durch den bifilar verlegten Draht hin und zurück.
Werden dagegen die beiden Drähte als separate Wicklungen eines Transformators verwendet, besitzen sie eine besonders geringe Streuinduktivität. Bifilar oder „n-filar“ hergestellte Transformatoren besitzen ein besonders gutes Impuls-Übertragungsverhalten und werden unter anderem als Koppel-Übertrager zur potentialgetrennten Ansteuerung von Transistoren verwendet. Bei diesen wird jede Wicklung aus einem der zueinander parallel verlegten oder sogar miteinander verdrillten Drähte gebildet. Allerdings erhöht sich bei dieser Bauweise die parasitäre Koppelkapazität zwischen den so eng benachbarten Wicklungen.

## Mechanik
In der Mechanik versteht man unter einer bifilaren Aufhängung die Befestigung z. B. eines Pendelkörpers an zwei Fäden, so dass der Pendelkörper nur noch in einer Ebene schwingen kann.